# I Dieci

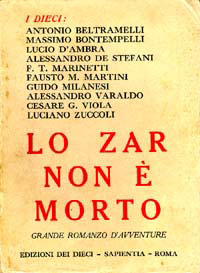
Frontespizio del romanzo collettivo del gruppo dei dieci Lo zar non è morto, 1929

I Dieci o Il gruppo dei Dieci è un collettivo di narratori italiani, attivo dal 1928, composto da scrittori futuristi e d'avanguardia, formato su iniziativa di Filippo Tommaso Marinetti.

## Aderenti
Il Gruppo dei Dieci comprende, in ordine alfabetico, come di solito si firmavano:
- Antonio Beltramelli
- Massimo Bontempelli
- Lucio D'Ambra
- Alessandro De Stefani
- Filippo Tommaso Marinetti
- Fausto Maria Martini
- Guido Milanesi
- Alessandro Varaldo
- Cesare Giulio Viola
- Luciano Zuccoli

## Nascita e finalità
L'iniziativa di radunare un gruppo di autori desiderosi di promuovere valori patriottici fu presa, nel 1928, da Filippo Tommaso Marinetti attraverso Esotica, mensile di letteratura coloniale diretto da Mario Dei Gaslini: qui, il Marinetti propose di riunire «Dieci romanzieri italiani et fascisti» come «Gruppo d'azione per servire il Romanzo italiano in Italia ed all'estero».
Secondo le parola di Marinetti, infatti, "soltanto alcuni scopi di patriottismo artistico (non raggiungibili in altro modo) hanno avvicinato e solidarizzato questi dieci scrittori italiani che appartengono alle più tipiche e opposte tendenze della letteratura contemporanea (futurismo, intimismo, ecc.)"
Il Gruppo dei Dieci si dedicò a un esperimento di scrittura collettiva, il romanzo Lo zar non è morto (1929).

### Il telegramma a Mussolini
Come atto di nascita, il Gruppo inviò un telegramma a Benito Mussolini:
il Romanzo italiano in Italia ed all'estero devotamente salutano il Duce meraviglioso
augurando che dai romanzi dell'Era Fascista esca un giorno il poeta della nuova
epopea come già dalla storia sparsa del martirio in camicia rossa uscì nella Marcia
trionfale il creatore di una più grande Italia.»
(24 maggio 1928)

## Opere
- I Dieci, Lo zar non è morto: grande romanzo d'avventure, Edizioni dei Dieci, Roma, Sapientia, 1929.  Sironi Editore, 2005, ISBN 978-88-518-0054-3.